# Blauwogen
Blauwogen (Pseudomugilidae) zijn een familie van straalvinnige vissen uit de orde van Koornaarvisachtigen (Atheriniformes).

## Geslachten
- Kiunga G. R. Allen, 1983
- Pseudomugil Kner, 1866
- Scaturiginichthys Ivantsoff, Unmack, Saeed & Crowley, 1991